# Nayana Heuer
Nayana Heuer (geboren 1998 in Berlin) ist eine deutsche Schauspielerin, Synchronsprecherin, Hörspielsprecherin und Podcasterin. Sie ist Mitglied des Ensembles des Ernst-Deutsch-Theaters in Hamburg.

## Werdegang
Nayana Heuer wuchs in Berlin auf und machte bereits als Jugendliche erste Erfahrungen mit der Synchronisation von Serien und Filmen. So synchronisierte sie beispielsweise im Alter von elf Jahren die jüngere Version der Hauptfigur in Tim Burtons Film Alice im Wunderland von 2010. Von 2021 bis 2025 absolvierte Heuer ein Studium an der Universität der Künste Berlin und erhielt in dieser Zeit ein Stipendium von der Studienstiftung des deutschen Volkes. Während ihres Studiums spielte sie an verschiedenen Berliner Bühnen. Im Jahr 2025 gastierte Heuer am Theater Konstanz. Seit Sommer 2025 gehört Heuer zum Ensemble des Ernst-Deutsch-Theaters in Hamburg.   

### Theater
- 2024	Maus Geld Gespenst von Sunan Gu an der Vagantenbühne Berlin. Regie Ruth Mensah[3]
- 2024  Is anybody home? Gob Squad-Performance an der Volksbühne am Rosa-Luxemburg-Platz
- 2025	Wer hat Angst vor Virginia Woolf? von Edward Albee am Ernst Deutsch Theater. Regie Harald Weiler[4]
- 2025	Die ersten hundert Tage von Lars Werner am Theater Konstanz. Regie Leonard Dick[5]

### Synchronisation (Auswahl)
- 2008	Ein Engel zum verlieben
- 2008	Bedtime Stories
- 2008	Frontalknutschen
- 2008	Ein Mann und sein Hund
- 2010	Santa Pfotes großes Weihnachtsabenteuer
- 2011	Alice im Wunderland
- 2013	The Glades (Serie, eine Episode)
- 2019	Familienanhang (Serie, eine Episode)

### Fernsehen
- 2023	Nackt über Berlin (Serie, Folge "Requiem für Mel")

### Hörspiele (Auswahl)
- 2022: Tim Staffel: Unter Drohnen.  Zivile Drohnenpilotinnen in Konfliktsituation (Chor) – Regie: Tim Staffel (Original-Hörspiel, Science-Fiction-Hörspiel – WDR)[6]
- 2023: Anton Artibilov, Lena Reißner, Ivana Sokola, Jona Spreter: Escape Rooms: Work hard Pray hard (Irene) – Regie: Nicht angegeben (Originalhörspiel – Universität der Künste Berlin; Erstsendung beim Deutschlandfunk Kultur)[7]

## Auszeichnungen
- 2021 Deutscher Podcast Preis für den besten Independent Podcast[8]
- 2022 Stipendiatin der Studienstiftung des Deutschen Volkes